# Aalborg Amt

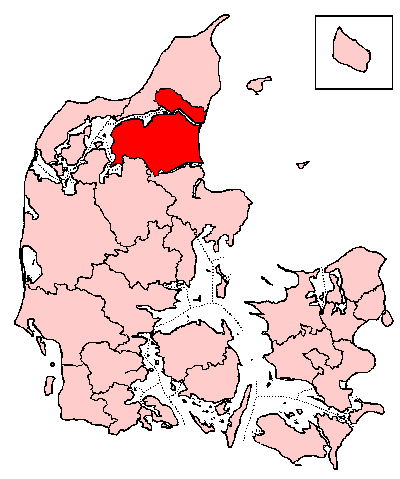
Aalborg Amt

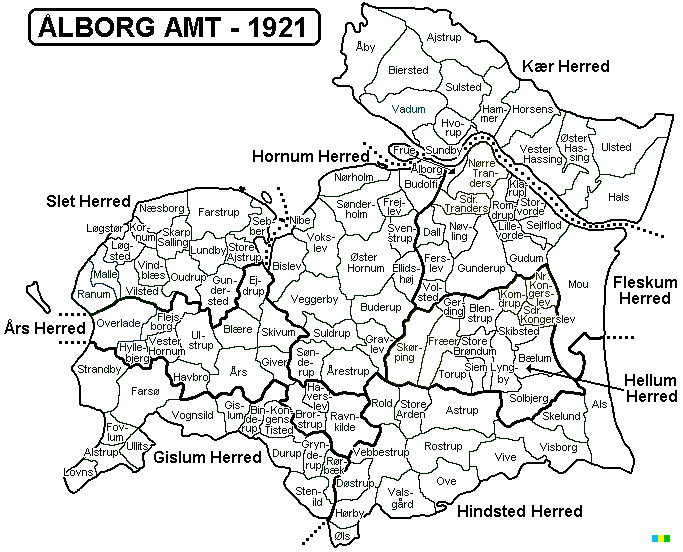
Overzicht Aalborg Amt

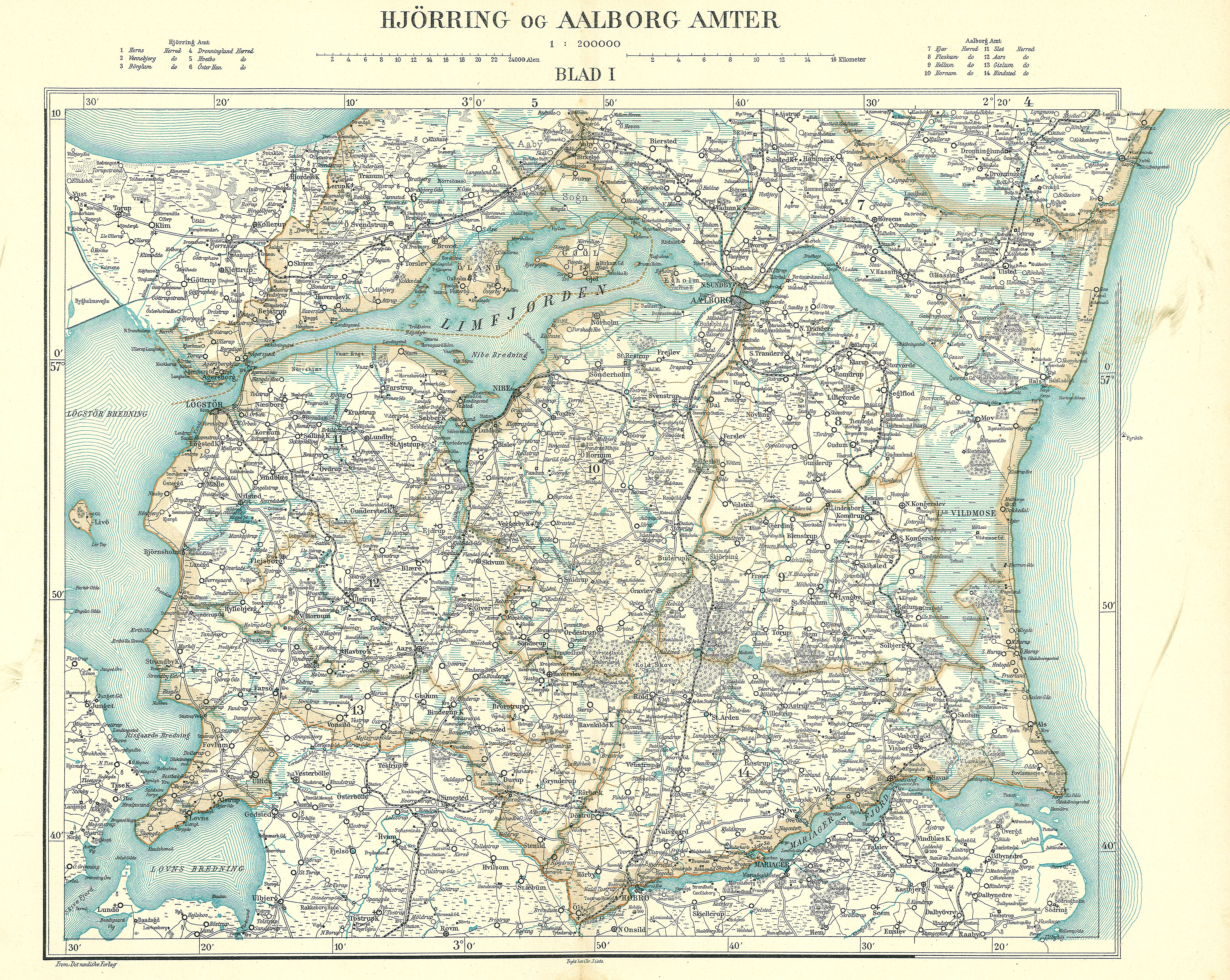
Kaart van Aalborg Amt, grotendeels ten zuiden van het Limfjord, alleen Kær Herred ligt ten noorden van het fjord.

Aalborg Amt was tot 1970 een van de amter van Denemarken. Het werd gesticht in 1793 en was verdeeld in acht herreder. In het amt lagen de steden  Aalborg, Løgstør, Nibe en Nørresundby. Bij de herindeling in 1970 ging het amt op in het toen gevormde nieuwe amt Noord-Jutland. Sinds 2007 is het in zijn geheel deel van de nieuwe regio Noord-Jutland.

## Herreder
- Fleskum Herred
- Gislum Herred
- Hellum Herred
- Hindsted Herred
- Hornum Herred
- Kær Herred
- Slet Herred
- Års Herred